# Eleição da cidade-sede dos Jogos Olímpicos de Verão da Juventude de 2010

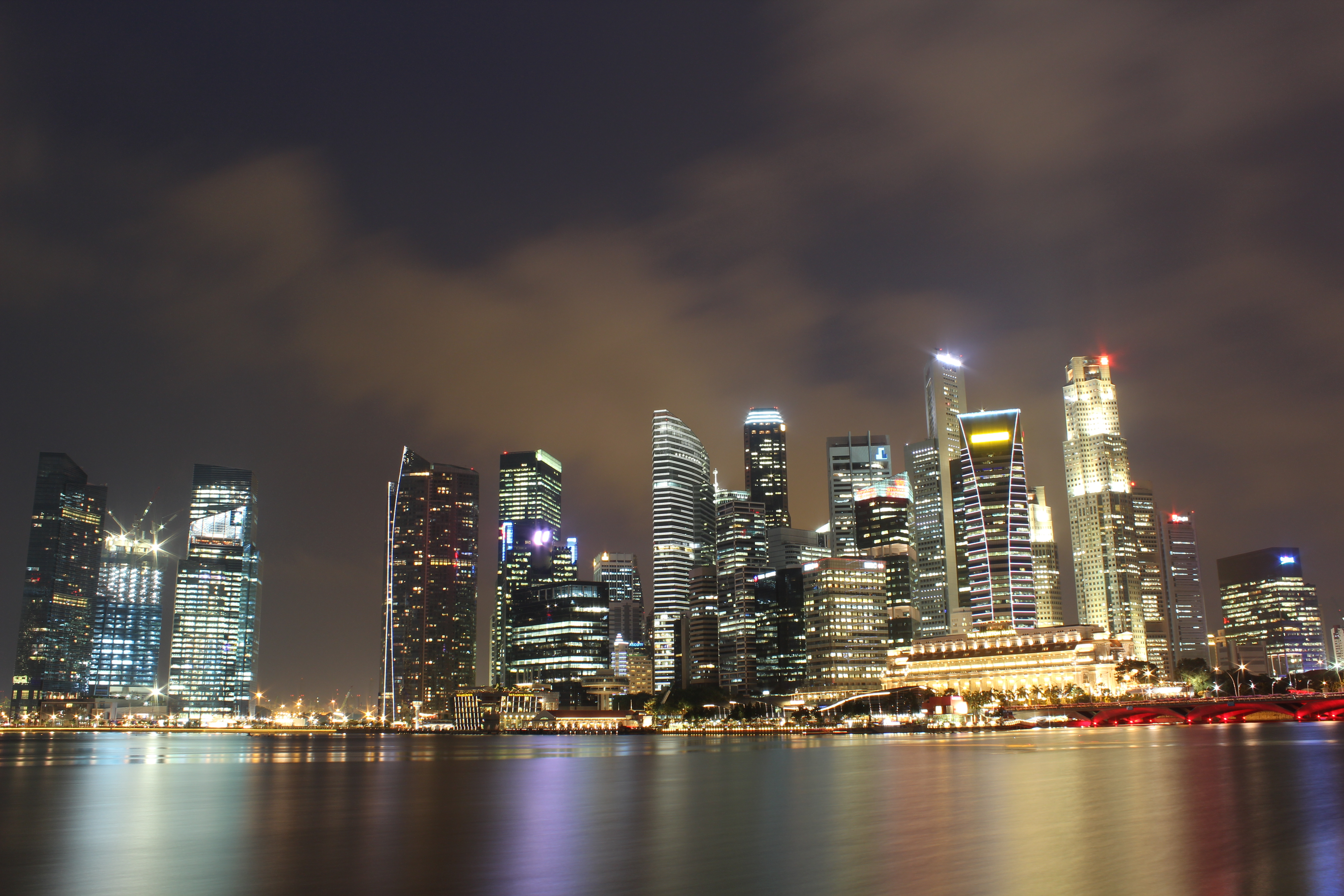
A baixa da cidade de Singapura, cidade que venceu a eleição para sediar as Olimpíadas da Juventude de 2010

A eleição da cidade-sede dos Jogos Olímpicos de Verão da Juventude de 2010 começou em Agosto de 2007, com nove cidades a apresentarem os documentos da sua candidatura. A lista foi encurtada para cinco em Novembro de 2007. Uma redução a duas cidades foi efectuada a Janeiro de 2008 (Moscovo e Singapura).
Moscovo era a cidade melhor avaliada no relatório avaliativo, mas ficou em desvantagem devido à cidade russa de Sochi ir acolher os Jogos Olímpicos de Inverno de 2014. Singapura tinha igualmente uma óptima avaliação e possivelmente uma vantagem geográfica por estar situada numa região que nunca acolheu eventos olímpicos (Sudoeste asiático).
Singapura foi anunciada como cidade-sede a 21 de Fevereiro de 2011, depois do processo de voto postal.

## Processo
As cidades interessadas em acolher os Jogos tinham que ter as suas candidaturas confirmadas pelo Comité Olímpico Nacional respectivo e submetida ao Comité Olímpico Internacional (COI) até 31 de Agosto de 2007. A 3 de Setembro desse ano, foram confirmadas nove cidades como candidatas oficiais, por esse comité. Mais tarde foram requisitadas para preencher um questionário, a 26 de Outubro de 2007. Uma lista encurtada de cinco cidades foi anunciada a 19 de Novembro.
Apesar de estar planeada a visita de um comité de avaliação às cidades da lista encurtada em Dezembro, o que acabou por suceder foi a apresentação de cada cidade em vídeo-conferência, a 13 de Dezembro. Como o COI previu, eliminaram ainda mais algumas das cidades antes da última fase.
O COI definiu que o principal objectivo destes Jogos não é a competição, mas sim uma educação baseada nos valores Olímpicos. A cidade-sede não teria, por isso, que construir novas infraestruturas para a ocasião, mas sim usar as infraestruturas existentes nos Jogos. Ainda assim, os Jogos deveriam incluir uma Aldeia Olímpica e os protocolos que preparariam os atletas jovens para futuras competições Olímpicas.
Os riscos de preparar rapidamente a primeira edição do evento foi um factor relevante na selecção das candidatas finais. Só houve dois anos e meio para organizar os Jogos, mas os Jogos com tempos de preparação maiores poderão permitir algumas das cidades não escolhidas candidatar-se no futuro.
Um comité avaliador viu uma apresentação em vídeo-conferência de cada cidade, em Dezembro de 2007. Em Janeiro, a lista encurtada foi reduzida de cinco para duas cidades, Moscovo e Singapura.
Quando o resultado do voto postal final foi revelado, Singapura venceu o direito de acolher os Jogos, vencendo Moscovo com 53 contra 44 votos.
| Cidade    | Nome do CON | Votos postais |
| Singapura | Singapura   | 53            |
| Moscovo   | Rússia      | 44            |

## Visão geral da candidatura vencedora
| Nome | País (Código COI do país) | Website oficial |
| --- | ------------------------- | --------------- |
| Singapura | Singapura (SIN)           |                 |
| Sede da 117ª Sessão do COI, Singapura fez a sua primeira candidatura formal para acolher um evento multiesportivo desta magnitude. Investindo na sua alta ligação com o mundo, na sua juventude como país independente e na sua reputação de uma harmonia e excelência de variadas raças, a cidade-estado desenrolou uma campanha altamente publicitada. Essa incluiu estar entre as primeiras a lançar um website oficial, um logótipo de candidatura (desafiando as leis do COI contra os logótipos de candidaturas) e um lema da candidatura, "Blazing de Trail" ("Acendendo o trilho") a 16 de Outubro de 2007 e obtendo o apoio do povo local à candidatura, incluindo um esforço dos estudantes para recolherem 1 milhão de assinaturas para apoio da canidatura aos Jogos. A candidatura de Singapura arrancou para um início brilhante após o primeiro-ministro Lee Hsien Loong expressar preocupação a 15 de Julho de 2007, pois a cidade poderia não conseguir acolher os Jogos devido ao facto de o seu centro desportivo só estar previsto estar concluíd em 2011. Em Agosto de 2007, a cidade anunciou as suas intenções de proceder com a candidatura. O Secretário Parlamentar para o Desenvolvimento da Comunidade, Juventude e Desportos, Teo Ser Luck queria estudar Pequim em Setembro, e em Outubro o primeiro-ministro expressou o apoio total. Singapura tencionava, por essa altura, ter "programas desportivos, educacionais e culturais totalmente integrados" como parte dos Jogos, com ênfase à "compacidade" e à "vibração". Todos os 26 desportos incluídos estão distribuídos por 24 infraestruturas competitivas pela cidade. O Estádio de Bishan (para o atletismo), a Escola dos Desportos de Singapura (para o pentatlo moderno), o Parque de Ciclismo de Tampines (para o ciclismo) e o Complexo de Natação de Toa Payoh (para a natação e os saltos ornamentais) foram destacados como meio de trazer pessoas ao evento. A Aldeia Olímpica da Juventude ficaria localizada na nova aldeia residencial estudantil da Universidade Nacional de Singapura, com a conclusão prevista meses antes do evento, e localizada no antigo Percurso de Golfe Warren. Entre outros planos educacionais, a candidatura incluiu uma proposta para construir um Museu e Biblioteca Desportivo e a oferta de Bolsas Olímpicas de Singapura anualmente aos atletas jovens para assistirem, na Escola dos Desportos de Singapura. Na avaliação do COI, foram expressadas preocupações devido à construção de duas novas infraestruturas - a Aldeia Olímpica e o complexo de hipismo. Contudo, um perito de construção observou que um plano da Aldeia Olímpica da Universidade de Singapura, no valor de 339 milhões de Euros era praticável, e um plano de reserva se o principal plano não fosse possível, também era exequível. Esperava-se que a infraestrutura equestre estivesse pronta a tempo. O orçamento de 60.5 milhões de Euros foi considerado razoável e teve um forte apoio governamental (e também se aproximava do objectivo inicial de 24-36 milhões de Euros, quando o conceito dos Jogos da Juventude foi anunciado). O plano também foi elogiado por ser compacto em espaço. |                           |                 |

### Avaliação das cidades candidatas

#### Comparação entre as cidades candidatas
| Categoria                              | Detalhes               | Atenas · Grécia   | Banguecoque · Tailândia | Cidade da Guatemala · Guatemala | Debrecen · Hungria | Kuala Lumpur · Malásia | Moscovo · Rússia                 | Poznań · Polónia  | Singapyra Singapura | Turim · Itália    |
| -------------------------------------- | ---------------------- | ----------------- | ----------------------- | ------------------------------- | ------------------ | ---------------------- | -------------------------------- | ----------------- | ------------------- | ----------------- |
| População                              | Cidade                 | 745,514 (2001)    | 5,658,953 (2005)        | 1,202,536 (2002)                | 204,297 (2005)     | 1,800,674 (2004)       | 10,126,424 (2002)                | 567,882 (567,882) | 4,680,600 (2007)    | 900,569 (2006)    |
| População                              | País                   | 11,170,957 (2007) | 62,828,706 (2006)       | 13,000,000 (2005)               | 10,053,000 (2007)  | 27,356,000 (2007)      | 142,000,000 (estimativa de 2008) | 38,518,241 (2007) | 4,680,600 (2007)    | 59,206,382 (2007) |
| Orçamento da candidatura(milhões de €) | Total                  | 254.9             | 26.6                    | 106.2                           | 22.3               | 48.1                   | 144.2                            | 14                | 60.2                | 89.8              |
| Orçamento da candidatura(milhões de €) | Subsídios garantidos   | 84                | NA                      | NA                              | NA                 | NA                     | NA                               | NA                | 75                  | NA                |
| Orçamento da candidatura(milhões de €) | Patrocínios esperados  | 161               | NA                      | NA                              | NA                 | NA                     | 27                               | NA                | 0                   | 27.2              |
| Aeroporto principal                    | Nome                   | Atenas            | Suvarnabhumi            | La Aurora                       | Debrecen           | Kuala Lumpur           | Sheremetyevo                     | Poznań            | Changi              | Turim             |
| Aeroporto principal                    | Distância (km)         | 20                | 25                      | 6                               |                    | 50                     | 10                               |                   | 20                  |                   |
| Aeroporto principal                    | Capacidade (milhões)   | 16.0              | 45                      |                                 |                    | 35                     |                                  |                   | 70                  |                   |
| Aeroporto principal                    | Movimento (em 2006)    | 15,079,662        | 42,799,532              |                                 |                    | 24,570,385(2006)       | 12,760,000                       |                   | 35,033,000          |                   |
| Infraestruturas                        | Total                  | 24                | 23                      | 28                              | 68                 | 23                     | 28                               | 25                | 24                  | 21                |
| Infraestruturas                        | Completadas            | 19                | 23                      | 26                              | 13                 | 22                     | 28                               | 24                | 19                  | 19                |
| Infraestruturas                        | Temporárias            | 5                 | 0                       | 2                               | 7                  | 1                      | 0                                | 0                 | 4                   | 1                 |
| Infraestruturas                        | Tempo de viagem (mins) | 30                | 45                      | >60                             | <30                | <30                    | <30                              | 15                | <30                 | 30                |
| Aldeia Olímpica                        | Distância (km)         | 29                | 50                      | 0                               | 2                  | 20                     | 14                               | 6                 | 13                  | 11                |
| Aldeia Olímpica                        | Camas                  | 4,896             | 7,638                   | 4,795                           | 5,012              | 5,500                  | 5,060                            | 5,000             | 5,000               | 5,005             |
| Alojamento                             | Total de quartos       | 7,005             | 11,039                  | 1,976                           | 3,325              | 15,541                 | 29,688 (9,459 u/c)               | 4,321             | 39,120              | 8,148             |
| Alojamento                             | Quartos garantidos     | 5,304             | 3,084                   | 1,550                           | 2,623              | 3,010                  | 5,259                            | 3,720 (1,501 u/c) | 2,710 (1,600 u/c)   | 3,753             |

#### Relatório de avaliação do COI
- Moscovo — somou 7.5 a 8.5
- Singapura — somou 7.4 a 7.9
- Atenas — somou 6.2 a 7.2
- Banguecoque — somou 5.5 a 6.7
- Turim — somou 5.7 a 6.3
- Kuala Lumpur — somou 4.5 a 5.9
- Debrecen — somou 4.1 a 5.3
- Poznań — somou 4.1 a 5.2
- Cidade da Guatemala — somou 2.8 a 3.9

Atenas (Grécia), Banguecoque (Tailândia), e Turim (Itália) foram as três cidades que conseguiram passar à lista encurtada, mas que vieram a ser eliminadas em Janeiro de 2008. Apesar de Atenas ter sentimento e infraestruturas actuais devido a ter acolhido recentemente os Jogos Olímpicos de Verão de 2004, a sua candidatura foi eliminada por ter um orçamento muito (254.9 milhões de Euros) e por ter eventos muito longe dos sítios centrais. Banguecoque foi elogiada pelos seus alojamentos e infraestruturas, mas tal como Atenas, as infraestruturas eram muito distantes, ao que se acrescenta alguma instabilidade policial vivida no país. O seu orçamento também foi considerado inadequado. O plano de Turim  era algo impressionante, mas a proposta da Aldeia Olímpica com um custo de 243.9 milhões de Euros não seria construída a tempo, colocando um fim à candidatura.

#### Avaliação (confronto)
Cada célula da tabela fornece um valor mínimo e máximo obtido pela cidade candidata ao critério em causa. Os gráficos estão arredondados ao número inteiro mais próximo.
|                                        | Atenas     | Banguecoque | Debrecen   | Cidade da Guatemala | Kuala Lumpur | Moscovo    | Poznań     | Singapura  | Turim      |
| -------------------------------------- | ---------- | ----------- | ---------- | ------------------- | ------------ | ---------- | ---------- | ---------- | ---------- |
| Governamento (Peso: 3)                 | 6.0 · 7.0  | 5.0 · 7.0   | 5.0 · 6.0  | 2.0 · 4.0           | 4.0 · 6.0    | 8.0 · 9.0  | 3.0 · 5.0  | 9.0 · 9.0  | 6.0 · 7.0  |
| Infraestruturas gerais (Peso: 3)       | 8.1 · 9.4  | 3.9 · 5.9   | 4.1 · 6.1  | 2.9 · 5.3           | 4.1 · 6.9    | 7.9 · 9.0  | 4.0 · 5.4  | 8.3 · 9.1  | 6.8 · 8.8  |
| Desportos e infraestruturas (Peso: 5)  | 6.8 · 7.9  | 5.9 · 7.5   | 3.5 · 4.6  | 3.3 · 4.3           | 6.7 · 8.3    | 7.2 · 8.9  | 4.9 · 5.9  | 6.5 · 7.9  | 6.2 · 7.6  |
| Cultura e educação (Peso: 4)           | 3.6 · 5.6  | 5.6 · 7.2   | 3.1 · 5.2  | 5.0 · 6.6           | 1.0 · 2.6    | 6.9 · 8.5  | 4.7 · 6.3  | 7.2 · 8.8  | 5.8 · 7.6  |
| Aldeia Olímpica da Juventude (Peso: 5) | 6.0 · 8.5  | 6.6 · 7.8   | 6.0 · 7.0  | 2.0 · 2.9           | 6.5 · 7.8    | 7.7 · 8.9  | 4.2 · 4.9  | 5.9 · 6.7  | 3.0 · 3.8  |
| Operações de transporte (Peso: 2)      | 6.3 · 8.3  | 3.3 · 5.3   | 7.1 · 8.7  | 3.0 · 5.0           | 5.1 · 6.7    | 6.5 · 8.4  | 6.4 · 8.1  | 7.0 · 8.5  | 6.0 · 7.6  |
| Alojamento (Peso: 2)                   | 8.0 · 10.0 | 7.0 · 10.0  | 3.0 · 50.0 | 2.0 · 40.0          | 7.0 · 10.0   | 8.0 · 10.0 | 6.0 · 70.0 | 7.0 · 10.0 | 8.0 · 10.0 |
| Finaciamento e marketing (Peso: 4)     | 4.8 · 6.6  | 4.2 · 5.3   | 3.8 · 5.2  | 3.0 · 5.6           | 5.8 · 6.8    | 5.4 · 7.2  | 3.4 · 4.8  | 6.2 · 7.6  | 5.0 · 6.8  |
| Projecto geral (Peso: 3)               | 6.0 · 8.0  | 4.0 · 7.0   | 2.0 · 5.0  | 1.0 · 4.0           | 3.0 · 7.0    | 7.0 · 9.0  | 2.0 · 5.0  | 7.0 · 9.5  | 5.0 · 8.0  |
| Avaliação geral                        | 6.2 · 7.2  | 5.5 · 6.7   | 4.1 · 5.3  | 2.8 · 3.9           | 4.5 · 5.9    | 7.5 · 8.5  | 4.1 · 5.2  | 7.4 · 7.9  | 5.7 · 6.3  |

## Fora da corrida

### Eliminada na votação final
| Nome | País (Código do país no COI) | Website oficial |
| --- | ---------------------------- | --------------- |
| Moscovo | Rússia (RUS)                 | Moscowyog2010   |
| Sede dos Jogos Olímpicos de Verão de 1980 e de três Sessões do COI. A Rússia teve uma campanha agressiva para os Jogos com a sua anterior história Olímpica e com a recente vitória para os Jogos Olímpicos de Inverno de 2014 em Sochi. O presidente Vladimir Putin mostrou-se activo no apoio aos Jogos. Moscovo planeou uma "Universidade Web" para fomentar a interacção e a consciência da tradição de todas as culturas do Mundo. Contudo, o custo elevado e o baixo retorno foram alvos de críticas. Na avaliação, o COI desencorajou o uso da universidade web. Por outro lado, Moscovo foi a mais alta pontuada em todas as áreas excepto nas finanças, primariamente devido ao alto orçamento (só Atenas propôs um orçamento mais alto). Moscovo apresentou um orçamento de 144.3 milhões de Euros, quase metade do qual (60.9 milhões) para programas culturais e educativos. A candidatura foi elogiada pelas sólidas garantias governamentais, um fundo de contigência melhorado, e pelo facto de maior parte das infraestruturas estarem prontas. A maior parte das infraestruturas e a Aldeia Olímpica são as das Olimpíadas de 1980, que foi mantida ao longo dos anos. Também citada foi a experiência de Moscovo em ter as coisas prontas a tempo e no objectivo. Se a cidade russa vencesse, Moscovo teria de trabalhar de perto com os organizadores das Olimpíadas de Inverno Sochi 2014 para evitar conflitos no marketing e em outras áreas. Moscovo obteve o apoio de várias celebridades, como a jogadora de ténis Maria Sharapova. O canal desportivo russo RTR-Sport garantiu transmitir toda a competição a todos os países participantes. |                              |                 |

### Eliminadas da lista encurtada
| Nome | País (código do país no COI) | website oficial |
| --- | ---------------------------- | --------------- |
| Atenas | Grécia (GRE)                 |                 |
| Sede das Olimpíadas de Verão de 1896 e de 2004 e de sete Sessões do COI. Como afirmado no seu website, Atenas estava ansiosa para acolher os Jogos, não só para utilizar as suas infraestruturas actuais, mas também para estabelecer o local de "nascimento" das Olimpíadas da Juventude no local em que também se iniciaram os Jogos Olímpicos da Antiguidade e os Jogos Olímpicos actuais. Atenas tinha o sentimento do seu lado, bem como as infraestruturas recentes para os Jogos de 2004. Contudo, o orçamento alto (demasiado alto) continuou questionado e a candidatura foi criticada por parecer não perceber e não compreender bem os objectivos culturais e educacionais. Atenas acabou por ser eliminada pelo seu orçamento muito alto (217.8 milhões de Euros), que foi reduzida da estimativa inicial, e a falha no fornecimento de garantias relacionadas com os hotéis. O desejo de usar infraestruturas históricas como fez com as Olimpíadas de Verão de 2004, as preocupações subiram devido aos locais serem dispersos, o que iria levar a um grande tempo de viagem. Ainda assim, a candidatura melhorou o aspecto cultural. |                              |                 |
| Banguecoque | Tailândia (THA)              |                 |
| Inicialmente, a Tailândia foi uma forte candidata para os Jogos Olímpicos de Verão de 2016 devido ao seu grande desempenho nos Jogos de Atenas 2004. Em vez disso, o país escolheu candidatar-se a esta Olimpíada da Juventude e ter menos pressão. Os Jogos seriam realizados no campus da Universidade de Thammasat, em Rangsit, o local dos Jogos Asiáticos de 1998 e da Universíada de Verão de 2007. Os Jogos seriam realizados entre 8 e 20 de Agosto de 2010. Os transportes, as infraestruturas gerais e as finanças foram os pontos fracos da candidatura de Banguecoque, enquanto o excelente alojamento deste resort e "Meca" turística foram os seus pontos fortes. A eliminação de Banguecoque ficou a dever-se ao orçamento demasiado baixo (27.2 milhões de Euros), às infraestruturas espalhadas que levariam a longos tempos de viagem, e às recentes revoltas políticas, preocupações com as eleições e a falta de garantias governamentais. |                              |                 |
| Turim | Itália (ITA)                 |                 |
| Sede dos Jogos Olímpicos de Inverno de 2006 e de uma Sessão do COI. Na avaliação inicial, apesar de Turim estar acreditada com a sua forte experiência recente, foi uma cidade medianamente classificada. O maior alvo das críticas foi a Aldeia Olímpica. Com um orçamento de 104.2 milhões de Euros, a candidatura de Turim com algumas "afinações" seria bem recebida, mas acabou definitivamente quando foi determinado que a Aldeia Olímpica proposta não estaria completa a tempo. |                              |                 |

### Cidades candidatas não escolhidas
| Nome | País (código do país no COI) | Website oficial |
| --- | ---------------------------- | --------------- |
| Debrecen | Hungria (HUN)                |                 |
| Debrecen planeou uma candidatura compacta. Noventa e cinco porcento das infraestruturas estavam a curta distância a pé. Mais de 3000 bicicletas gratuitas estariam disponíveis no âmbito do programa "Green bike" ("Bicicleta verde"). Debrecen acolheu 12 eventos desportivos de maior relevo nos sete anos anteriores à candidatura, e tinha também uma alta percentagem de jovens devido à população universitária. Na avaliação, os transportes foram, de longe, o aspecto mais forte da candidatura, contudo o COI especulou que a cidade poderia ser demasiado pequena para acolher os Jogos, com o orçamento, o alojamento, etc. fora do lugar. |                              |                 |
| Cidade da Guatemala | Guatemala (GUA)              |                 |
| Sede de uma Sessão do COI. A Cidade da Guatemala foi a única candidata nas Américas e apostava na sua exposição ao COI em 2007. A candidatura foi avaliada como sendo baixa na maioria das categorias, apesar da cultura e da educação serem fortes. Foi estimado que a Cidade da Guatemala teria muito trabalho para fazer com as infraestruturas antes de ter uma candidatura sólida. |                              |                 |
| Kuala Lumpur | Malásia (MAS)                |                 |
| Apesar de ter no alojamento um ponto forte, Kuala Lumpur falhou em quase todas as categorias da avaliação, especialmente na cultura e na educação. |                              |                 |
| |                              |                 |
| Poznań | Polónia (POL)                |                 |
| Poznań não tinha um forte apoio governamental e pareceu não perceber as necessidades financeiras para levar os Jogos avante. Também é uma cidade relativamente isolada em comparação às outras candidatas. |                              |                 |
| |                              |                 |

### Cidades que não chegaram a candidatar-se
- Argel, Argélia - Argel não preencheu o questionário devido até 26 de Outubro, saindo da corrida.[29]
- Belgrado, Sérvia - A 19 de Setembro, durante o workshop do COI em Lausana, o Comité Olímpico Sérvio anunciou que Belgrado iria retirar a sua candidatura, candidatando-se aos Jogos Olímpicos de Verão da Juventude de 2014.[30]
- México Guadalajara, México - mostrou interesse inicial.[31]
- Hamburgo, Alemanha - mostrou interesse inicial.[31]
- Lisboa, Portugal - mostrou interesse inicial.[31]